# Manaosbia scopulata
Manaosbia scopulata is een hooiwagen uit de familie Manaosbiidae.